# Michael Praetorius
Michael Praetorius (eigenlijk Michael Schultheisz of Schulze), (Creuzburg, bij Eisenach, 27 of 28 september 1571 – Wolfenbüttel, 15 februari 1621) was een Duits componist uit de beginperiode van de barokmuziek.
Hij is zeer bekend vanwege zijn kerkmuziek, en was ook muziektheoreticus. Zijn driedelig traktaat Syntagma musicum (1615–1620) kan worden gezien als een encyclopedie van de muziektheorie en -praktijk van die tijd. Het eerste deel behandelt de kerkmuziek en bevat een schat aan citaten uit oudere bronnen; het tweede deel geeft een overzicht van de gangbare muziekinstrumenten.
Samen met onder anderen Heinrich Schütz illustreerde hij de lutherse muzikale traditie.

## Italiaanse stijl
Praetorius gebruikt meerstemmigheid volgens de Italiaanse stijl en past dit toe op de Duitse muziek. De Italiaanse stijl heeft Praetorius geleerd bij Giovanni Gabrieli, bij wie ook Heinrich Schütz les had.